# Dobrudzha Dobrich
El Dobrudzha Dobrich (en búlgaro: ФК Добруджа) es un equipo de fútbol de Bulgaria que juega en la Liga Profesional de Bulgaria, la primera división de fútbol en el país.

## Historia
Fue fundado en el año 1919 en la ciudad de Dobrich tras la fusión de los equipos locales Vihar, Orlov y Slavia con el nombre Cherveno, y han cambiado de nombre varias veces, ya que ha tenido los nombres Septemvri y Spartak, principalmente entre las décadas de los años 1940 y 1950s hasta que adoptaron su nombre actual en 1957 cuando otros equipos de Dobrich fueron absorbidos por el club.
En 1966 el club logra el ascenso a la A PFG por primera vez en su historia, y han estado en la máxima categoría en más de 10 temporadas no consecutivas, aunque la mayor parte de su historia la han pasado en la segunda categoría, con más de 30 temporadas.

## Palmarés
- B PFG: 2

1965/66, 2024/25
- Tercera Liga de Bulgaria: 3

2008/09, 2017/18, 2019/20